# Saad al-Abdullah al-Salim al-Sabah
Xeque Saad Al-Abdullah Al-Salim Al-Sabah (em árabe: سـعد العبـد اللـه السـالم الصباح Saʿad al-ʿAbdallāh as-Sālim as-Sabāh, (1930 — Kuwait, 13 de maio de 2008) foi o Emir do Kuwait desde o falecimento do Xeque Jaber em 15 de janeiro de 2006 até 24 de janeiro de 2006.
Entre fevereiro de 1978 e julho de 2004 foi primeiro-ministro do Kuwait, sendo sucedido por Sabah Al-Ahmad Al-Jaber Al-Sabah. O Xeque Saad sofria de problemas de cólon, o que levou à especulação de que recusaria o trono, mas em novembro de 2005 uma declaração do Xeque Sabah apontou-o como seu herdeiro. Na sequência da morte do seu primo, em janeiro de 2006, havia no país alguma preocupação política devido à sua frágil condição de saúde. Após nove dias de reinado, foi substituído por Xeque Saad Al-Abdullah Al-Salim Al-Sabah.